# Mico manicorensis
Mico manicorensis — вид широконосих приматів родини ігрункові (Callitrichidae).

## Опис
Його тіло світло-сіре, з помаранчевими ногами, чорним хвостом, рожевим обличчям, і голими вухами. Вони відносно невеликі з довгими хвостами.

## Поширення
Ендемік Бразилії (штат Амазонас), виявлений поруч з річкою Мадейра. Їх місце існування тропічні ліси, але вони дуже добре адаптуються і можуть бути знайдені на плантаціях.

## Звички
Ці примати є денними і зазвичай залишаються на деревах, де вони пересуваються рачки або стрибками. Їхній спосіб життя мало вивчений, але ймовірно, такий же як у інших Mico. Таким чином, вони живуть в групах, організованих навколо репродуктивної пари, і населяють визначену територію. Як і всі Mico вони мають спеціалізовані зуби в нижній щелепі, що дозволяє їм гризти отвори в корі і так дістатися до деревного соку. На додаток до соку дерева вживають ймовірно фрукти і комах. Як інші Mico швидше за все, народжують переважно 2 дитинчат.